# Футбольна асоціація Гібралтару
Футбольна асоціація Гібралтару (англ. Gibraltar Football Association) — керівний футбольний орган Гібралтару, який координує організацію та проведення усіх внутрішніх футбольних змагань, а також забезпечує підготовку та участь у міжнародних змаганнях збірної Гібралтару з футболу.

## Історія

### Ранні роки
Футбольна асоціація Гібралтару була заснована в 1895 році на тлі зростання числа футбольних клубів в Гібралтарі з метою координації їх взаємодії. До 1907 року єдиним футбольним турніром в Гібралтарі був Торговий кубок (англ. Merchant's Cup). Але вже в 1907 році Футбольна асоціація Гібралтару заснувала лігу для проведення регулярного чемпіонату.
До 1901 року Футбольна асоціація Гібралтару створила національну збірну, яка проводила матчі проти британських військових команд, а згодом провела кілька товариських матчів з іспанськими клубами. З 1909 року Асоціація мала тісні зв'язки з Футбольної асоціацією Англії. 

### Заявки на входження до складу ФІФА і УЄФА
Асоціація активно добивалася членства у ФІФА для участі в міжнародних турнірах, що викликало запеклий опір з боку Королівської іспанської футбольної федерації.

Емблема асоціації до 2020 року.

У 1997 році Футбольна асоціація Гібралтару подала заявку на входження до складу ФІФА. Два роки по тому ФІФА перенаправила заявку в УЄФА, так як за правилами ФІФА саме регіональні конфедерації надають членство новим країнам. У 2000 році об'єднана інспекція УЄФА і ФІФА відвідала Гібралтар і перевірила стан футбольної інфраструктури. Футбольна федерація Іспанії виступала категорично проти заявки Гібралтару . У 2001 році УЄФА змінило правила входження до свого складу: відтепер для членства в УЄФА країна повинна «визнаватися Організацією Об'єднаних Націй як незалежна держава». На підставі цього правила Гібралтару в отриманні статусу члена УЄФА було відмовлено.
Футбольна асоціація Гібралтару подала апеляцію у вищий спортивний суд у світі, Спортивний арбітражний суд (CAS), який постановив у 2003 році, що заявка Гібралтару повинна розглядатися УЄФА за старими правилами. Незважаючи на це, УЄФА продовжував відкидати заявки Гібралтару. У серпні 2006 року Спортивний арбітражний суд знову ухвалив, що Гібралтару мають надати постійне членство в УЄФА і ФІФА, і 8 грудня 2006 року Футбольна асоціація Гібралтару була визнана тимчасовим членом УЄФА.
Отримання повного членства в УЄФА вимагало голосування членів європейського футбольного союзу. Федерація футболу Іспанії активно лобіювала голосування проти заявки Гібралтару. Президент іспанської федерації Анхель Марія Віллар вказував при цьому на спірний статус Гібралтару, називаючи це питання політичним, посилаючись на Утрехтський мирний договір 1713 року. 26 січня 2007 року на конгресі УЄФА в Дюссельдорфі заявка Гібралтару на входження до складу УЄФА була відкинута 45 голосами «проти» при 3 голосах «за» (заявку підтримали лише Футбольна асоціація Англії, Шотландська футбольна асоціація та Футбольна асоціація Уельсу) і 4 утрималися.
У жовтні 2012 року Футбольна асоціація Гібралтару знову була визнана тимчасовим членом УЄФА. Голосування з питання про постійне членство Гібралтару пройшло 24 травня 2013 року на XXXVII конгресі УЄФА в Лондоні, на якому Гібралтар був визнаний повноправним членом УЄФА. Лише дві асоціації (Білоруська федерація футболу та Королівська іспанська футбольна федерація) проголосували проти.

### Діяльність після визнання
Гібралтар став найменшим членом УЄФА за чисельністю населення. За прикладом Азербайджану і Вірменії, а також Росії та Грузії, було вирішено, що Гібралтар і Іспанією будуть розводити у відбіркових групах чемпіонатів Європи.